# Itaiçaba
Itaiçaba è un comune del Brasile nello Stato del Ceará, parte della mesoregione di Jaguaribe e della microregione di Litoral de Aracati.